# Ian Francis Bell Common
Ian Francis Bell Common (23 giugno 1917 – 3 giugno 2006) è stato un entomologo australiano.

## Biografia
Nacque nello stato australiano del Queensland, presso la cui Università si laureò nel 1953, conseguendo poi il dottorato nel 1969. Sposato con Jill Dowzer, ebbe due figlie: Francis Margaret e Jennifer Helen Bennet.

Entrò nella Entomological Society of Queensland nel 1938, e ne fu segretario tra il 1942 ed 1943. Fu membro fondatore della Australian Entomological Society nel 1965, presso cui ricoprì la carica di vicepresidente tra il 1969 ed il 1972, e di presidente tra il 1978 ed il 1979, per poi essere nominato socio onorario nel 1982. Nel 1949 entrò nella Lepidopterists' Society, dove fu vicepresidente nel 1957 e nel 1965, presidente nel 1978 e 1979, e socio onorario dal 1987. Fu inoltre membro della Linnean Society of New South Wales dal 1956, della Australian Ecological Society dal 1961, della Royal Entomological Society of London dal 1966, e della Sociedad Hispano-Luso-Americana de Lepidopterología dal 1982. 

Si dedicò allo studio della tassonomia, della morfologia e della biologia dei lepidotteri, principalmente dell'Ecozona australasiana, appartenenti alle famiglie Oecophoridae, Tortricidae, Noctuidae, Pyralidae, Lophocoronidae, Anthelidae e Carthaeidae.

Nel 1996 fu insignito del prestigioso riconoscimento "Karl Jordan Medal".

## Opere
- 1963 - Australian Moths. Jacaranda Press, Brisbane. 128pp.
- 1964 - Australian Butterflies. Brisbane, Australia
- 1972 - Butterflies of Australia. Angus & Robertson, Sydney, Australia. (con D.F. Waterhouse)
- (EN) Common, I. F. B., Moths of Australia, Slater, E. (fotografie), Carlton, Victoria, Melbourne University Press, 1990,  pp. vi, 535, 32 con tavv. a colori, ISBN 9780522843262, LCCN 89048654, OCLC 220444217.
- 1994-2000 - Oecophorine Genera of Australia (Lepidoptera: Oecophordae) I-III